# Gerberstraße (Kempten)
Die Gerberstraße in Kempten (Allgäu) ist ein Teil der Fußgängerzone und war eine der alten Hauptstraßen der Reichsstadt. Die 2010 eingeführte Marke „Mühlbachquartier“ für die Gerberstraße gibt einen Mühlbach an, der aber Schlangen- bzw. Stadtbach hieß. Eine Mühle ist an der Gerberstraße nicht belegbar.

## Lage
Als Hauptstraße der Reichsstadt und Siedlungszone der Gerber bestand die Gerberstraße zunächst aus der Radbadgasse, die vom Radbadtor bis zur Salzgasse (heute Heinrichsgasse) führte. Es folgte die Hirschgasse, wohl nach der Gaststätte „Zum goldenen Hirsch“ benannt, die bis zur quer führenden Kronenstraße leitete. Es folgte ein als Gerber- oder Malzgasse genannter Bereich. Letztgenannter Name stammt wohl von der dort gelegenen Brauerei Zu den Sieben Hansen her. Der letzte Abschnitt führte bis zum Klostertor hinauf und hieß mit Bezug auf die Enge der damaligen Gasse Kleine Steig.

## Geschichte

Die Kleine Steig vom Residenzplatz aus gesehen vor 1892

Im Mittelalter war der heutige Straßenzug stark mit Zunfthäusern besiedelt: Neben der mitgliederstärksten Weberzunft hatten auch die Bäcker, Schuhmacher und Schneider dort ihren Zunftsitz.
Mit dem Abbruch der sperrigen Häuser in der Kleinen Steig im Jahr 1892 entstand eine gute Verkehrsverbindung zwischen der Reichs- und der höher gelegenen Stiftsstadt.
Ab 1973 entstand nach der Fischerstraße auf der Gerberstraße ein weiterer Fußgängerbereich. In dieser Zeit wurde auch ein Horten-Kaufhaus mit den charakteristischen Hortenkacheln in Konkurrenz zur Residenz erbaut.
Ende 2010 wurde nach einer halbjährigen Umbauphase die Gerberstraße wiedereröffnet. Bei den Umbaumaßnahmen entstand ein vier Meter hohes „Mühlrad“ mit einem offen liegenden Wasserlauf – von der Bevölkerung auch als „Pissrinne“ bezeichnet – bis zur Kronenstraße. Ein alter Brunnen, der an die Wassernot Anfang der 1970er erinnerte, wurde mit den zugehörigen Sitzstufen abgetragen und durch einen neuen ersetzt. Die Kosten für die Umbaumaßnahmen beliefen sich auf 1,2 Millionen Euro.

## Bebauung
Der dem Rathausplatz parallele und zum Residenzplatz verlaufende Straßenzug war ursprünglich mit Häusern auf gotischer Grundlage bebaut; sie sind im 17. und 18. Jahrhundert erneuert worden. 1741 wurden durch einen Brand diverse Häuser gegenüber bis zur Einmündung des Heidengässeles zerstört. In der Gerberstraße ist die Altbebauung – soweit noch vorhanden – durch Ladeneinbauten und Schaufenster gestört.
Moderne Bauwerke des 20. Jahrhunderts entstanden während der sogenannten Altstadtsanierung, eines bundesweiten städtebaulichen Pilotprojekts, das 1959 begonnen hat. Kempten diente hierbei als Muster. Denkmalgeschützte Bauwerke würden oft ungeprüft abgerissen, teilweise in moderner Baumethode wieder errichtet.